# (24976) Jurajtoth
(24976) Jurajtoth est un astéroïde de la ceinture principale.

## Description
(24976) Jurajtoth est un astéroïde de la ceinture principale. Il fut découvert le 25 avril 1998 à la station Anderson Mesa par le programme LONEOS. Il présente une orbite caractérisée par un demi-grand axe de 2,17 UA, une excentricité de 0,18 et une inclinaison de 3,9° par rapport à l'écliptique.

## Compléments